# شهرک (فیلم)
شهرک فیلمی به کارگردانی و نویسندگی علی حضرتی و تهیه‌کنندگی علی سرتیپی محصول سال ۱۴۰۰ است. این فیلم در چهلمین دوره جشنواره فیلم فجر حضور دارد.

## خلاصه داستان
داستان این فیلم، دربارهٔ جوان علاقمند به بازیگریست که در تست یک فیلم سینمایی بزرگ قبول می‌شود و برای پیوستن به این پروژه و رسیدن به آرزوی خود یعنی بازیگر شدن، باید شرایط ویژه و تمرین‌های روحی و روانی گروه بازیگران در شهرکی ایزوله شده را بپذیرد.

## بازیگران
- ساعد سهیلی
- کاظم سیاحی
- مهتاب ثروتی
- همایون ارشادی
- رؤیا جاویدنیا
- شاهرخ فروتنیان
- مرتضی ضرابی
- ساقی حاجی‌پور

## جوایز و افتخارت
| جایزه                        | رده                        | نامزد          | نتیجه    | منبع  |
| ---------------------------- | -------------------------- | -------------- | -------- | ----- |
| چهلمین دوره جشنواره فیلم فجر | بهترین جلوه‌های ویژه میدانی | آرش آقابیگ     | نامزدشده | [ ۴ ] |
| چهلمین دوره جشنواره فیلم فجر | بهترین فیلمبرداری          | علیرضا برازنده | نامزدشده | [ ۴ ] |
| چهلمین دوره جشنواره فیلم فجر | بهترین تدوین               | ژیلا ایپکچی    | نامزدشده | [ ۴ ] |